# 2020년 하계 올림픽 투발루 선수단
2020년 하계 올림픽 투발루 선수단은 2021년 일본 도쿄에서 열린 2020년 하계 올림픽에 참가한 올림픽 투발루 선수단이다. 총 1개 종목에서 2명의 선수가 참가했다. 이번 도쿄 올림픽 출전으로 2008년 첫 출전에 이어 투발루 선수단은 4회 연속으로 올림픽에 참가하게 된다.

## 참여 선수
아래 목록은 하계 올림픽에 참가한 투발루 선수들의 수이다.
| 종목 | 남자 | 여자 | 총합 |
| ---- | ---- | ---- | ---- |
| 육상 | 1    | 1    | 2    |
| 총합 | 1    | 1    | 2    |

## 출마 종목

### 육상
투발루는 IAAF에서 육상 종목에 총 2명(남자 1명, 여자 1명)을 출전시킬 수 있는 출전권을 얻었다. 경기 결과 출전한 두 선수 모두 본선 진출전에서 4위 이하로 탈락하였다.
성적
| 출전 선수     | 부문      | 본선 진출전 | 본선 진출전 | 본선          | 본선          | 준결승전      | 준결승전      | 결승전        | 결승전        |
| 출전 선수     | 부문      | 결과        | 순위        | 결과          | 순위          | 결과          | 순위          | 결과          | 순위          |
| ------------- | --------- | ----------- | ----------- | ------------- | ------------- | ------------- | ------------- | ------------- | ------------- |
| 카랄로 마부카 | 남자 100m | 11.42       | 8           | 진출하지 못함 | 진출하지 못함 | 진출하지 못함 | 진출하지 못함 | 진출하지 못함 | 진출하지 못함 |
| 마티 스탠리   | 여자 100m | 14.52       | 8           | 진출하지 못함 | 진출하지 못함 | 진출하지 못함 | 진출하지 못함 | 진출하지 못함 | 진출하지 못함 |

## 같이 보기
- 올림픽 투발루 선수단